# Heat ((G)I-dle)
Heat è il nono (primo in lingua inglese) EP del girl group sudcoreano (G)I-dle, pubblicato il 5 ottobre 2023.

## Tracce
1. I Do – 3:10
2. I Want That – 2:57
3. Eyes Roll – 3:17
4. Flip It – 2:56
5. Tall Trees – 2:45